# Psychotria camerunensis
Espèce
Statut de conservation UICN

 VU B2ab(iii) : Vulnérable
Psychotria camerunensis E.M.A.Petit  est une espèce de plantes herbacées de la famille des Rubiaceae selon la classification phylogénétique. C'est une espèce endémique du Cameroun. Elle se développe dans les forêts tropicales ou subtropicales humides de basses altitudes et dans les forêts tropicales ou subtropicales humides de montagne.
Cette espèce est menacée à cause de la disparition de son habitat naturel.